# Felicjanów (Władysławów)
Felicjanów – część wsi Władysławów w Polsce, położona w województwie wielkopolskim, w powiecie tureckim, w gminie Władysławów. Wieś wchodzi w skład sołectwa Władysławów.
W latach 1975–1998 miejscowość administracyjnie należała do województwa konińskiego.

## Cmentarz ewangelicki
Na wzniesieniu zwanym Niemiecką Górką, znajdującym się na południowo-zachodnim krańcu wsi, zlokalizowany jest dawny cmentarz, założony prawdopodobnie w końcu XVIII wieku. Jeszcze w latach 70. miejsce to posiadało neogotycką bramę wejściową. Do dziś zachowały się liczne nagrobki zabytkowe w formie dekoracyjnych postumentów z krzyżami, nierzadko z kwaterami grobowymi wygrodzonymi ręcznie kutymi kratami. Spoczywają tam znane rodziny z Władysławowa i okolic, rody Bartschów, Kneiflów, Kurnatowskich, Vogtów. Na przełomie XX i XXI wieku ekshumowano pochowane w pobliżu cmentarza zwłoki niemieckich żołnierzy rozstrzelanych przez Armię Czerwoną w 1945 roku. Wówczas też z inicjatywy potomka rodu Kneiflów - Bruno Kneifla, a także miejscowych społeczników i władz cmentarz został uporządkowany i odrestaurowany. Ustawiono również tablicę pamiątkową poświęconą ofiarom wydarzeń z lat 1939-1945.